# Merops nubicus
El abejaruco carmesí o abejaruco carmín norteño (Merops nubicus) es una especie de ave coraciforme de la familia de los merópidos que vive en África.

## Descripción

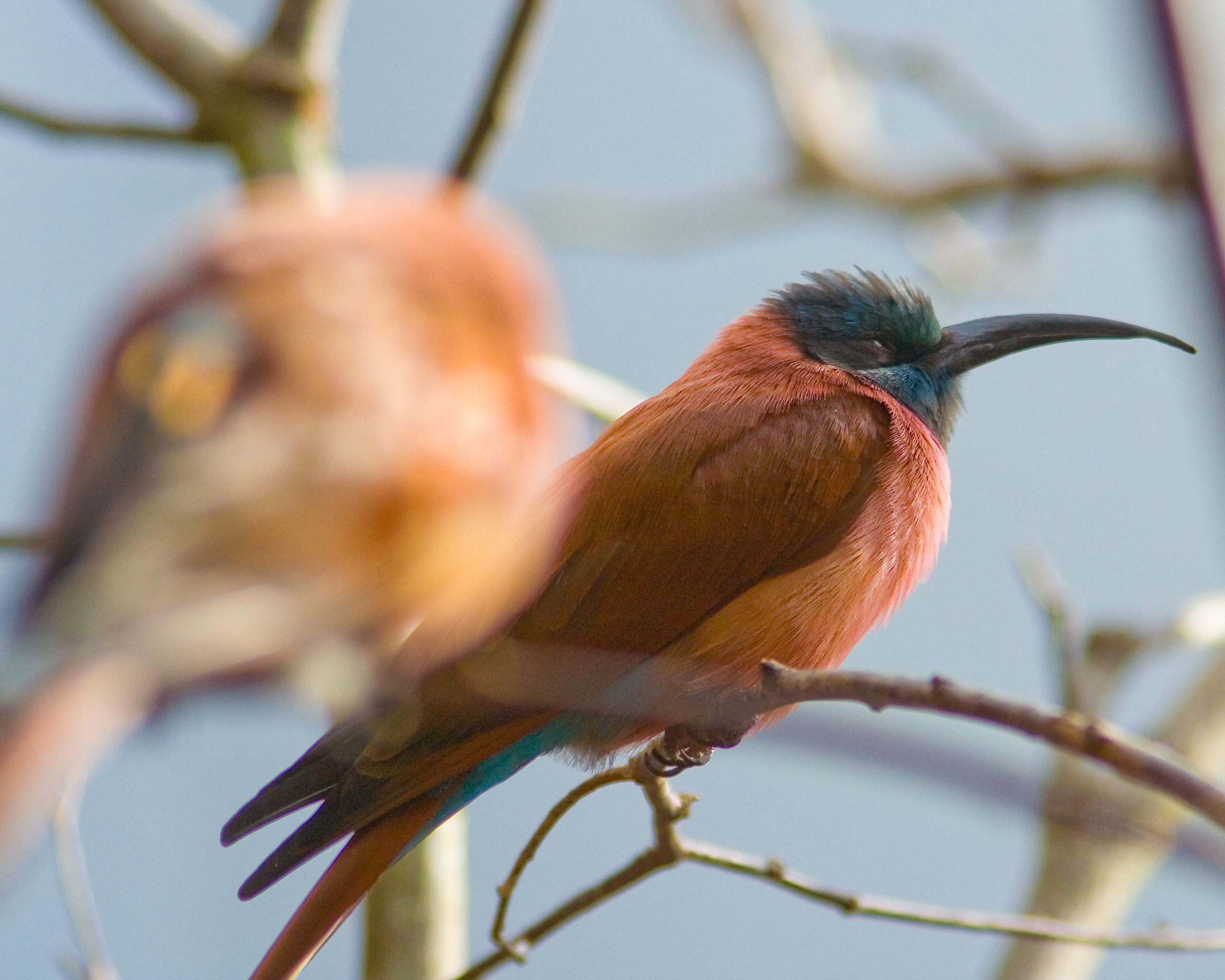

Mide 38 cm de longitud. El plumaje es predominantemente rojo carmesí, con la corona y la garganta de color azul verdoso, y las mejillas, la grupa y la parte baja del vientre azul turquesa. Presenta un antifaz negro sobre los ojos e iris rojo. Las plumas centrales de la cola son más largas. Su pico es negro, largo y curvado hacia abajo.

## Distribución y hábitat
Se encuentra en África tropical, principalmente al norte de la línea ecuatorial, en pastizales arbolados o con arbustos, humedales y áreas cultivadas, por debajo de los 2500 m de altitud.

## Reproducción
Anida en grandes colonias en taludes arenosos, cerca de algún río. Utiliza su pico para cavar largos túneles horizontales de dos metros de largo o más, donde pone 2 a 3 huevos.

## Alimentación
Se alimenta de abejas y otros insectos voladores. Vigila desde alguna rama o a lomos de algún animal grande y observa los insectos para lanzarse rápidamente a volar, capturar alguno y volver a su posadero.